# Indyjski strategiczny program balistyczny Agni

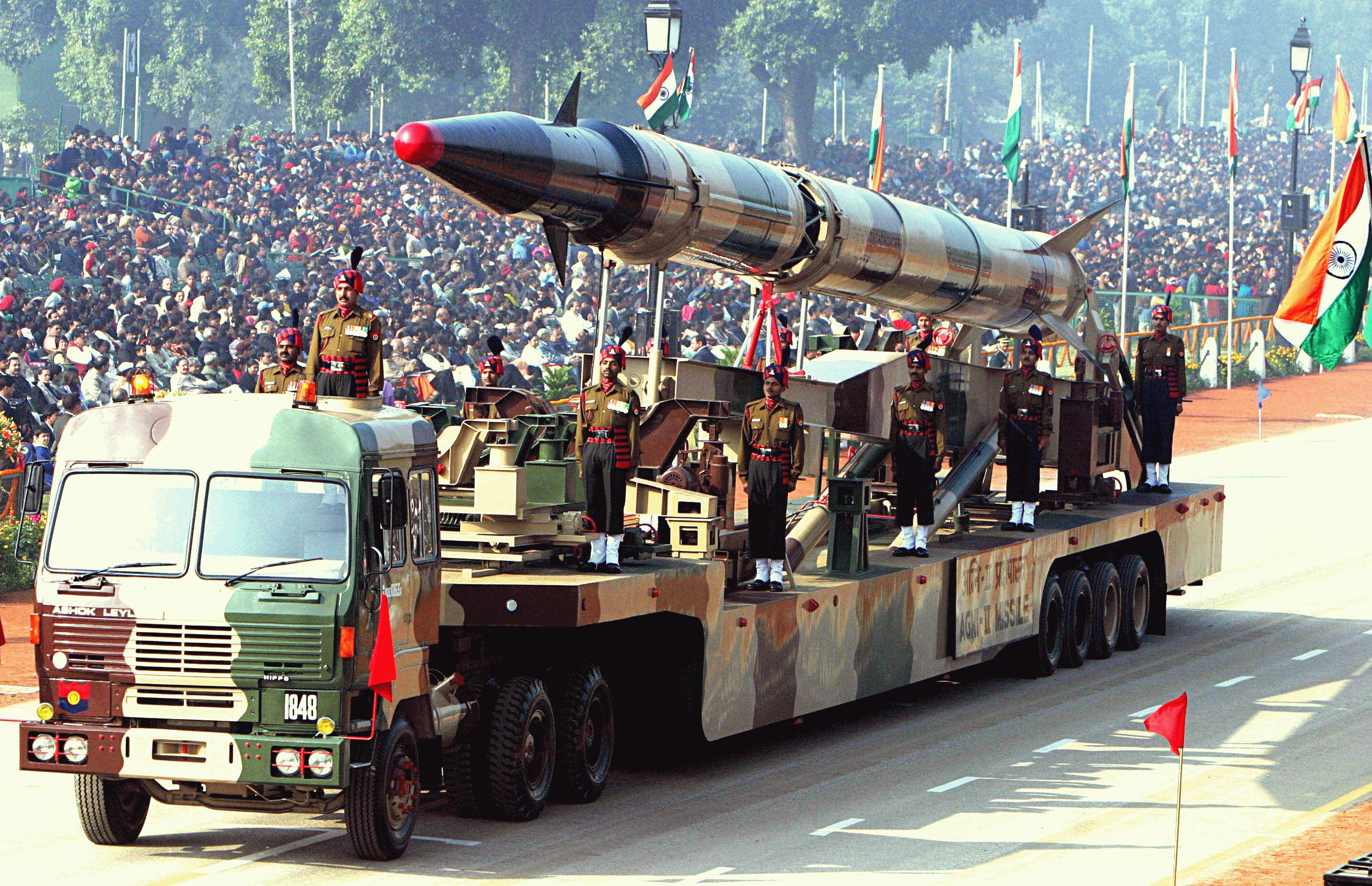
Agni-II demonstrowany na paradzie z okazji Dnia Republiki w 2004 roku

Indyjski strategiczny program balistyczny Agni Agni w sanskrycie/hindi oznacza ogień. Ogień jest też skojarzeniem strategicznych pocisków balistycznych. Rodzina pocisków balistycznych Agni stanowi podstawę opartego na pociskach rakietowych indyjskiego systemu odstraszania. W jej skład wchodzą:
- Agni-I – jednostopniowy pocisk balistyczny krótkiego zasięgu (SRBM)
- Agni-II – dwustopniowy pocisk balistyczny zasięgu pośredniego (IRBM) na paliwo stałe z technologią Post Boost Vehicle (PBV) przenoszącym głowicę typu MaRV zbudowana z wykorzystaniem technologii węglowych włókien kompozytowych (carbon-carbon composite) w celu umożliwienia głowicy przejścia przez atmosferę w warunkach wysoko termicznych po różnych trajektoriach.
- Agni-IIAT – bardziej zaawansowana wersja Agni-II, zbudowana z bardziej zaawansowanych i lżejszych materiałów, dzięki czemu dysponuje większym zasięgiem.
- Agni-III – jest kompaktowym pociskiem dalekiego zasięgu w fazie testowej.
- Agni-3SL – wersja SLBM pocisku Agni-III przeznaczona do startu z pokładu okrętów podwodnych.

## Wersje
Chronologicznie, Agni-TD był pierwszym pociskiem, szybko rozwiniętym w celu uzyskania krytycznych technologii. Jego następcą był pocisk IRBM Agni-II, a następnie SRBM Agni-I. Taka kolejność powoduje sporo nieporozumień co do indyjskiego programu w literaturze fachowej. Aktualnie Indie nie ukrywają rozwoju Agni-III-TD oraz Agni-III o zwiększonym zasięgu i ładowności, co skutkuje zaciemnieniem obrazu aktualnej konfiguracji i specyfikacji indyjskich pocisków. Bazując jednakże na udostępnionych przez Indie materiałach i fragmentach informacji, indyjski program balistyczny wygląda następująco:
- Agni-TD – dwustopniowy pocisk z silnikiem startowym na paliwo stałe i drugim stopniem na paliwo ciekłe – demonstrator technologii IRBM
- Agni-II (A-2) – dwustopniowy pocisk na paliwo stałe, mobilny- drogowy i kolejowy, IRBM
- Agni-I (A-1) – jednostopniowy na paliwo stałe, mobilny drogowy i kolejowy, SRBM
- Agni-IIAT (A-2AT) – Improved A-2, ulepszony pocisk A-2 z bardziej zaawansowanych i lżejszych materiałów, dwustopniowy na paliwo stałe, mobilny – drogowy i kolejowy IRBM
- Agni-3 TD – dwustopniowy na paliwo stałe, przenoszony przez okręty podwodne (SLBM) oraz mobilny drogowy i kolejowy. Technologia umożliwiająca konstrukcję dwóch różnych pocisków opiera się na różnych konfiguracjach.
- Agni-3 A,B,C,SL – wiele konfiguracji trzystopniowego pocisku na paliwo stałe, startujący z okrętów podwodnych oraz mobilny – drogowy i kolejowy.